# Keleti Hadszíntéri Parancsnokság
A Keleti Hadszíntéri Parancsnokság a Népi Felszabadító Hadsereg (PLA) öt hadszíntér-parancsnokságának egyike, amelyet 2016. február 1-jén alapítottak. Ez váltotta fel a Nanjingi Katonai Régiót. A parancsnokság központja Nanjingban található.
Hatáskörébe tartoznak Jiangsu, Zhejiang, Anhui, Fujian, Jiangxi és Sanghaj tartományok, valamint a Kelet-kínai-tenger, beleértve a Tajvani-szorost is. A Keleti Hadszíntéri Parancsnokság elsősorban három alárendelt, egyetlen haderőnemhez tartozó komponensparancsnokságból áll: a PLAGF Keleti Hadszíntér Szárazföldi Erőiből, a PLAN Keleti Tengeri Flottájából és a PLAAF Keleti Hadszíntéri Parancsnokság Légierejéből, amelyek harci műveleteket hajtanak végre a parancsnokság felelősségi területén belül.  A Keleti Hadszíntér Parancsnokság alá tartozik a CMC Közös Logisztikai Támogató Erőinek Vuhszi Közös Logisztikai Támogató Központja (JSLC), amely logisztikai és anyagi támogatást nyújt a parancsnokságnak és a PLARF 61-es bázisának, amely a rakéták alkalmazásáért felelős a keleti hadszíntéren.
Parancsnoka Lin Xiangyang tábornok, politikai biztosa pedig Liu Qingsong tábornok.

## Fordítás
Ez a szócikk részben vagy egészben  az   Eastern Theater Command című angol Wikipédia-szócikk ezen változatának fordításán alapul.  Az eredeti cikk szerkesztőit annak laptörténete sorolja fel. Ez a jelzés csupán a megfogalmazás eredetét és a szerzői jogokat jelzi, nem szolgál a cikkben szereplő információk forrásmegjelöléseként.